# 4e régiment (prussien) d'infanterie (Reichswehr)
Pour les articles homonymes, voir 4e régiment.
Le 4e régiment (prussien) d'infanterie est un régiment de la Reichswehr.

## Histoire
Le régiment est formé le 1er janvier 1921 à partir des 15e et 102e régiments d'infanterie de la Reichswehr ainsi que du 4e régiment de tirailleurs de la Reichswehr de l'armée de transition. Le 29 mai 1922, le régiment reçoit la désignation « prussienne » en plus de son nom.
Au cours de l'expansion de la Reichswehr, le régiment est divisé en 1934 dans la première vague de formation et forme le régiment d'infanterie Kolberg et le régiment d'infanterie Stargard.

### Garnisons
- Colberg : état-major régimentaire, 2e bataillon de (chasseurs) et 13e compagnie (MW)
- Stargard : 1er bataillon
- Deutsch-Krone : 3e bataillon avec état-major, 9e et 10e compagnies
- Schneidemühl : 3e bataillon, 11e et 12e compagnies
- Neustettin : Bataillon d'entraînement

### Commandants
| Nr. | Nom                                      | Début              | Fin             |
| --- | ---------------------------------------- | ------------------ | --------------- |
| 1.  | Oberst Gottfried Edelbüttel (de)         | 1er janvier 1921   | 19 mars 1922    |
| 2.  | Oberst Adolf Herrgott (de)               | 1er avril 1922     | 31 octobre 1922 |
| 3.  | Oberst Edwin von Stülpnagel (de)         | 1er novembre 1922  | 31 mai 1926     |
| 4.  | Oberst/Generalmajor Fedor von Bock       | 1er juin 1926      | 31 octobre 1929 |
| 5.  | Oberst/Generalmajor Friedrich Roese (de) | 1er novembre 1929  | 31 mars 1931    |
| 6.  | Oberst Adolf Strauß                      | 1er octobre 1932   | 31 août 1934    |
| 7.  | Oberst Fritz Büchs                       | 1er septembre 1934 | 31 mars 1937    |

## Organisation

### Affiliation
Le régiment est subordonné au 2e commandant d'infanterie de la 2e division à Schwerin.

### Structure
En plus de l'état-major du régiment, le régiment se compose d'un escadron des transmissions
1er bataillon avec quartier général et escadron des transmissions, issu du 15e régiment d'infanterie de la Reichswehr,
2e bataillon (de chasseurs) avec quartier général et escadron des transmissions, issu du 102e régiment d'infanterie de la Reichswehr,
3e bataillon avec quartier général et escadron des transmissions, issu du 4e régiment de tirailleurs de la Reichswehr,
Bataillon supplémentaire, à partir du 23 mars 1921 Bataillon d'entraînement, issu du 102e régiment d'infanterie de la Reichswehr.
Chaque bataillon de campagne est divisé en trois compagnies, chacune avec trois officiers et 161 sous-officiers et hommes (3/161) et une compagnie de mitrailleuses (4/126). Au total, un bataillon est composé de 18 officiers et fonctionnaires (dont des médecins) et de 658 hommes.

## Armement et équipement

### Armement principal
Les tirailleurs sont armés de la carabine K98a. Chaque peloton possède une mitrailleuse légère 08/15.
Dans chacune des compagnies MG, le 1er peloton est composé de trois groupes avec trois mitrailleuses lourdes MG 08 sur affût, tiré par quatre chevaux, et les 2e au 4e pelotons sont composés de trois groupes avec trois mitrailleuses lourdes MG 08 sur affût, tiré par deux chevaux.
Les armes les plus lourdes du régiment sont les mortiers de la 13e compagnie. Le 1er peloton est équipé de deux lanceurs moyens de 17 cm, tirés par quatre chevaux, les 2e et 3e pelotons avec trois lanceurs légers de 7,6 cm, entraînés par paires.

## Divers

### Reprise de la tradition
Le régiment reprend la tradition des anciens régiments en 1921.
- 1re et 4e compagnies : 9e régiment de grenadiers
- 2e et 3e compagnies : 22e régiment d'infanterie
- 5e et 6e compagnies : 5e régiment de grenadiers de la Garde
- 7e et 8e compagnies : 2e bataillon de chasseurs à pied
- 9e et 10e compagnies : 14e régiment d'infanterie
- 11e compagnie : 140e régiment d'infanterie
- 12e compagnie : 149e régiment d'infanterie
- 13e compagnie : 54e régiment d'infanterie
- 14e compagnie : 129e régiment d'infanterie (de)
- 15e compagnie : 175e régiment d'infanterie
- 16e compagnie : 128e régiment d'infanterie (de)